# Urolophus papilio
Urolophus papilio е вид хрущялна риба от семейство Urolophidae.

## Разпространение
Видът е разпространен в Нова Каледония.